# Daniel Buren

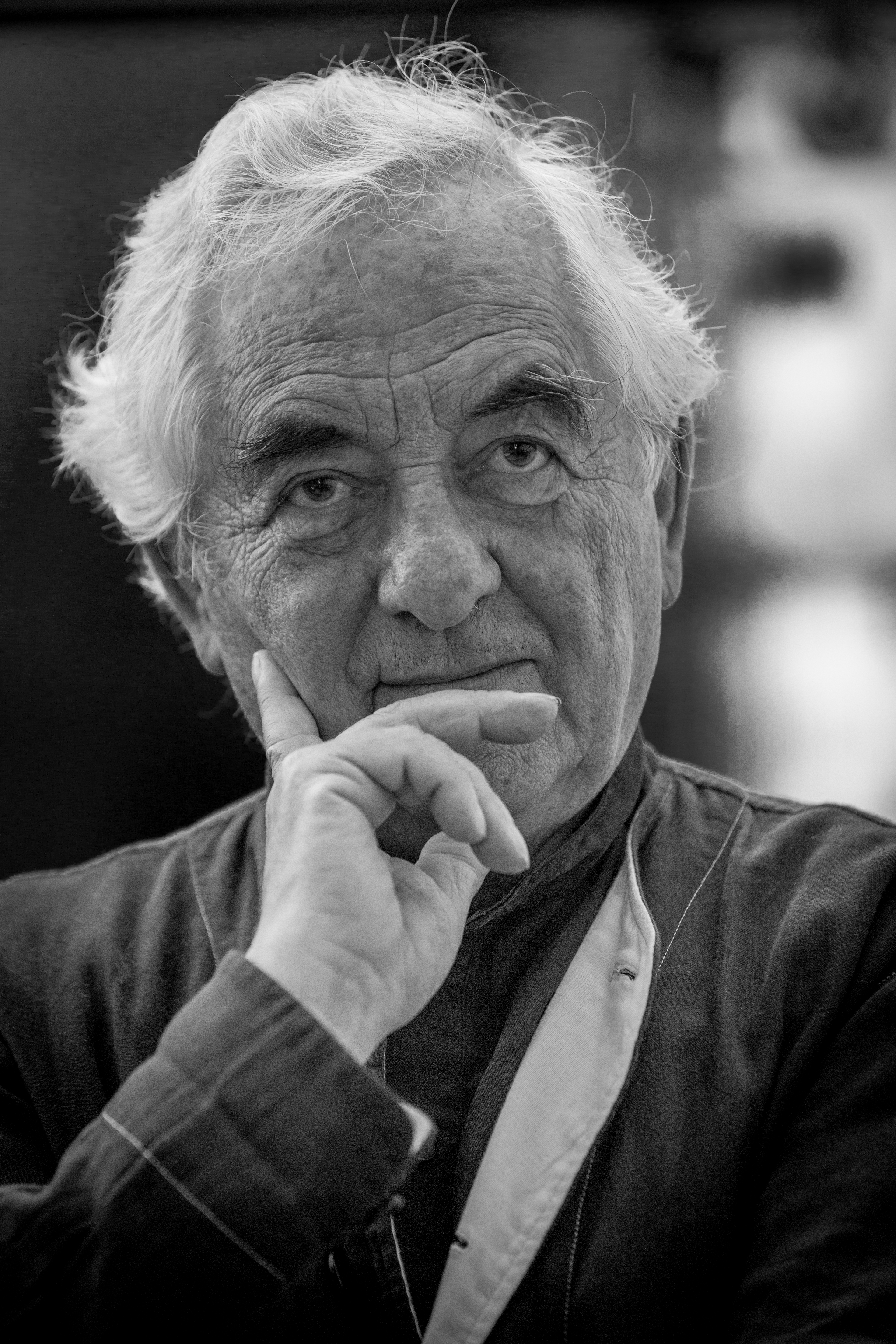
Daniel Buren, 2014.

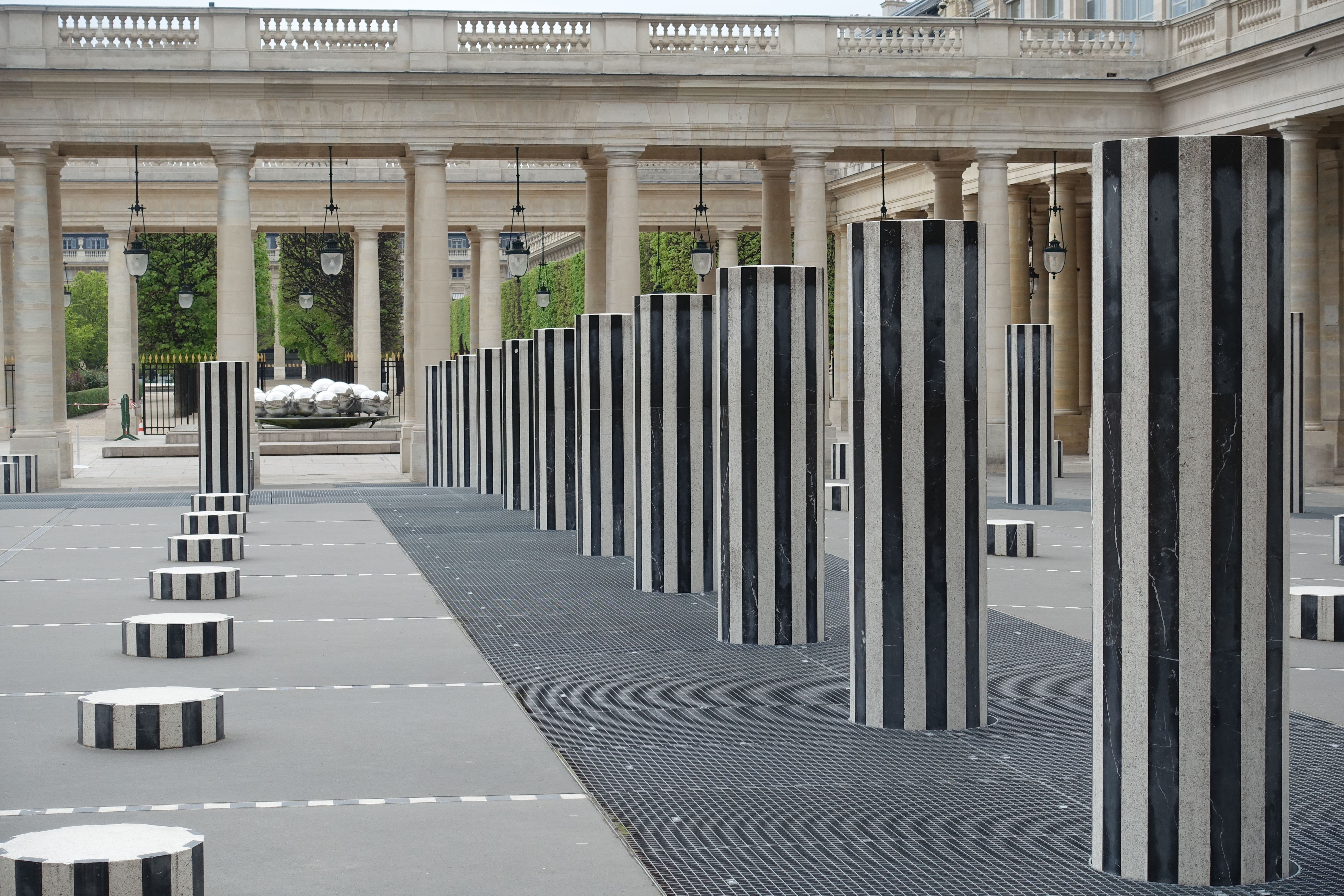
Colonnes de Buren, vid Palais Royal i Paris från 1985–1986 är ett av Burens mest kända verk.

Daniel Buren, född 25 mars 1938 i Boulogne-Billancourt i Paris, är en fransk konceptkonstnär. 
Han utbildade sig vid École Nationale Supérieure des Métiers d'Art i Paris, där han tog examen 1960, och började måla under 1960-talet.
Daniel Buren har gjort sig ett namn genom att ständigt återkomma till ränder, med bredden 8,7 centimeter, inspirerade av tyget i franska baldakiner. I sin konst är han mycket teoretisk och till uttrycket närmast minimalistisk trots att många av hans verk snarast är monumentala.